# Jacques Bailly
Pour les articles homonymes, voir Bailly.
Pour les autres membres des familles, voir Nicolas Bailly.
Jacques Bailly ou Jacques Bailly l'Ancien, né en 1629 à Graçay, mort en 1679 à Paris, est un peintre, miniaturiste et graveur français, peintre du Roi, arrière-grand-père de Jean Sylvain Bailly, premier maire de Paris.

## Biographie
Il est l'élève de Nicolas Robert avec lequel il s'adonne à la peinture miniature et à la gravure.
Jacques Bailly est un artiste doué et polyvalent qui peint des fleurs, des miniatures et fit également des gravures. Il est reçu à l'Académie royale en 1664.
Par brevet du 26 octobre 1667, le roi, estimant que Jacques Bailly « mérite l'honneur de loger avec les autres artisans de réputation dans la galerie de son chasteau du Louvre destinée a cet effet », lui fait attribuer le logement qu'avait occupé feu Philibert Leguay, fourbisseur (ou fabricant d'armes blanches).
Jaccques Bailly l'Aîné meurt le 2 septembre 1679,,, à Paris, dans son logement aux galeries du Louvre, qu'occuperont, après lui, sa veuve, puis ses descendants pendant trois générations.

## Mariage et enfants
Jacques Bailly se maria avec Suzanne Bourgeois (?-15 février 1713) dont il eut plusieurs enfants, notamment:
- Jacques Bailly, fils aîné, peintre à Douai (en 1706[10]), marié I. à Anne-Joseph Tasse (dont deux fils: Jean-Jacques et Antoine-Joseph Bailly), II. avec Marie-Claire Poreau (dont une fille: Marguerite Bailly), teste, alors qu'il est « tenu au lict, griefvement malade » le 1er juin 1716 devant Lenoir, notaire royal à Douai, et nomme sa femme son exécutrice testamentaire. Jacques Bailly (fils) meurt le 2 juin 1716 à Douai à l'âge d'environ 60 ans et est inhumé dans le cimetière de l'église Saint-Nicolas de Douai[11]
- Nicolas Bailly (1659[12]-1736[13]), second fils, garde des tableaux de la couronne, marié à Marie-Louise Le Peintre (Lepeintre) dont descendance (voir l'article Nicolas Bailly
- Geneviève (ou Germaine[14]) Bailly (vers 1665 - 1729), mariée à l'âge d'environ 19 ans, en novembre 1684, avec Simon II Thomassin, graveur du roi,
- Françoise Bailly mariée au marchand épicier Dufour,
- Jeanne Bailly, mariée en 1703 avec Jean-Sylvain Cartaud, architecte.

## Œuvre
Gravure :
- Mémoires pour servir à l'histoire naturelle des animaux par Claude Perrault, en 1676, dont il partage les gravures avec Sébastien Leclerc et Jean Guyton[15]
- Douze feuilles de gravures représentant des bouquets de fleurs éditées par Gabriel Huquier père  [16]

Peinture :
- Devises pour les tapisseries du Roy, où sont représentez les quatre Élémens et les quatre Saisons de l'année par Charles Perrault, François Charpentier et Jacques Cassagne, peintures de Jacques Bailly sur 43 feuilles de parchemin au Cabinet du roi[17]. C'est en 1664 que Colbert demanda à Jacques Bailly de peindre sur vélin les trente-trois devises qui cantonnaient les huit tapisseries. L'ouvrage était terminé en mars 1668[18].
- Recueil de seize médailles d'or de Louis XIV avec des légendes en vers de Perrault et Charpentier, 16 feuillets de parchemin, enluminés par Jacques Bailly et calligraphiés par Nicolas Jarry, dont neuf avec une description de François Charpentier et deux avec une description de Charles Perrault, conservés à Chantilly au Musée Condé. L'ouvrage, dont Colbert avait dès 1668 prévu la réalisation, est une préfiguration somptueuse de l'Histoire métallique du Règne de Louis Le Grand ultérieure, paru en 1702. Il fut abandonné après la mort de Jacques Bailly, survenue en 1679, et le départ de Perrault de la « Petite Académie » (future Académie des inscriptions et belles-lettres)[19].
- Deliciae Populi dessin préparatoire de l'estampe devise pour les ballets et comédie[20] gravée par Sébastien Leclerc d'après les dessins de Jacques Bailly vendu chez Bailly[21]

Quelques œuvres de Jacques Bailly
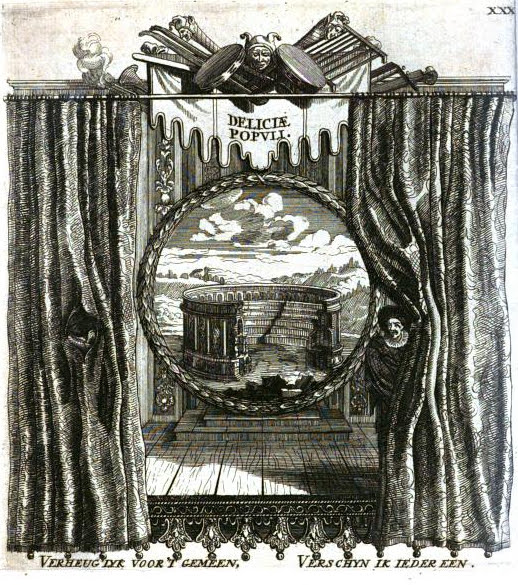
Delicia Populi gravure d'après Jacques Bailly
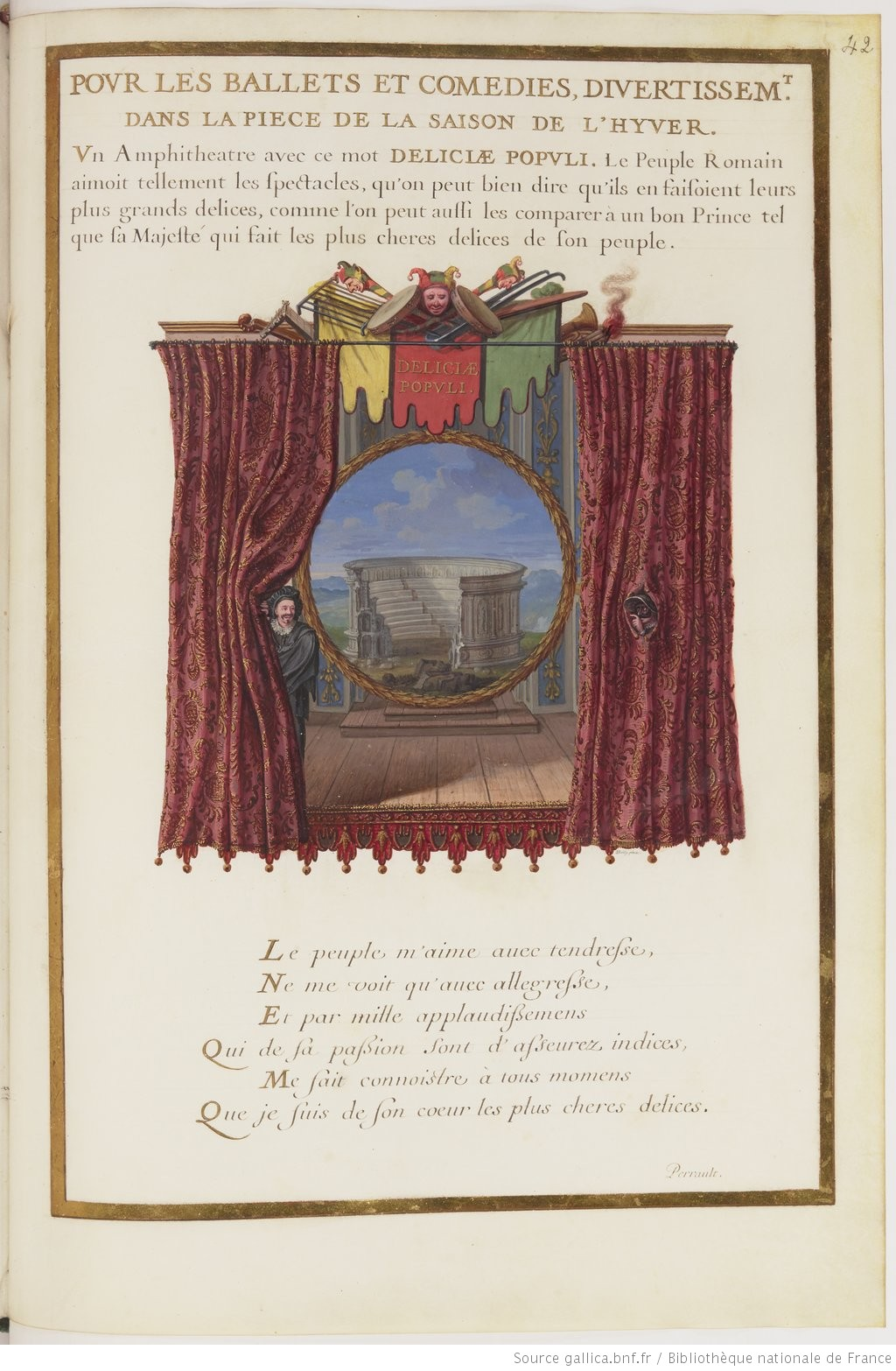
Devises pour les ballets et comédies
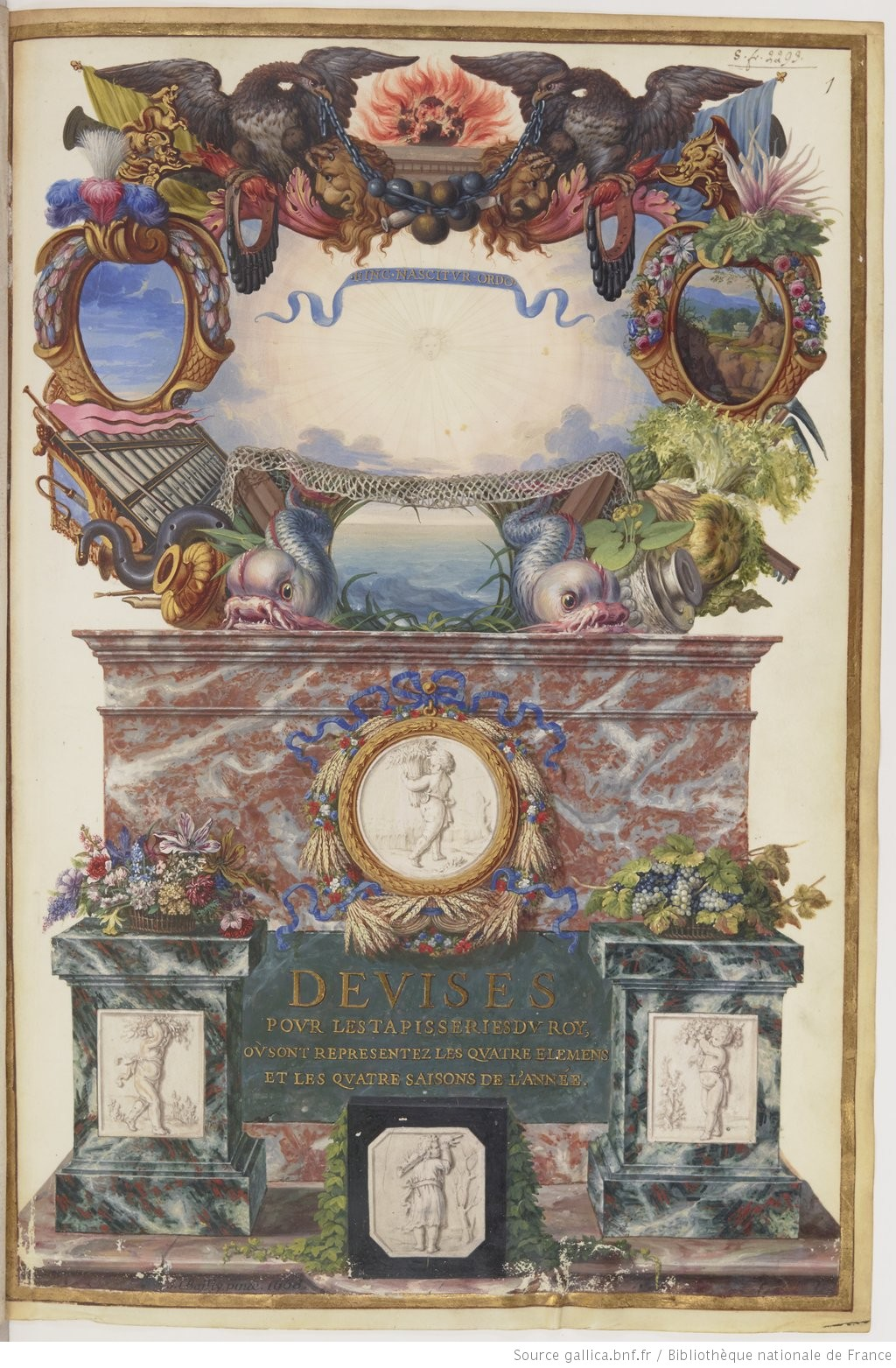
Titre des Devises pour les tapisseries
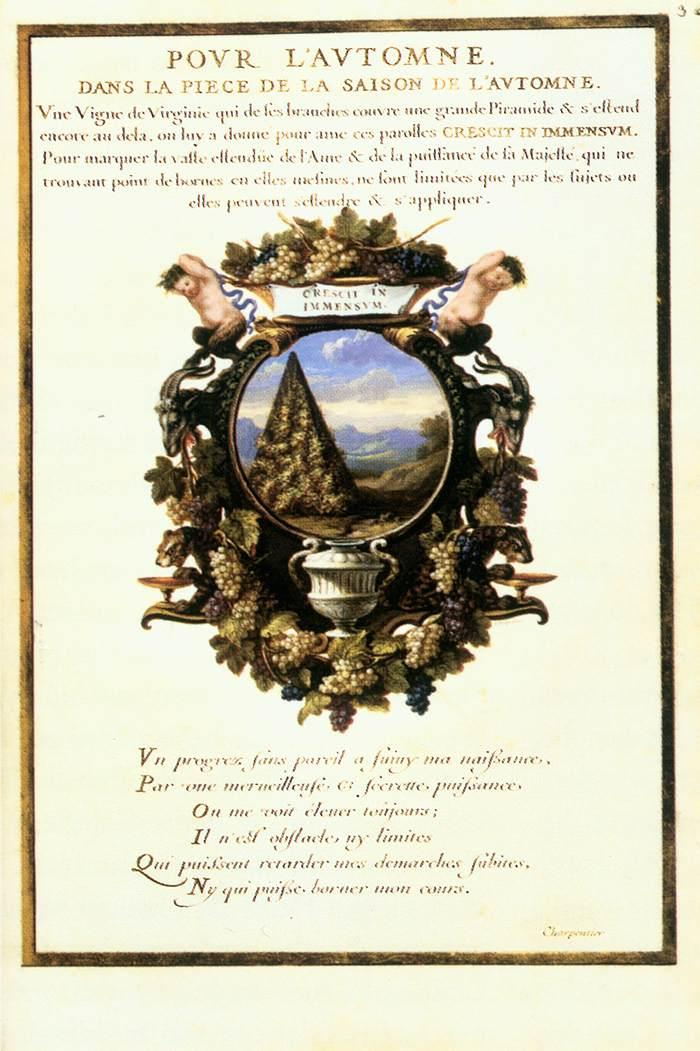
Vigne pour la saison de l'automne